# Stefano Rossi
Stefano Rossi, noto anche con lo pseudonimo di Nofaste Sorsi, anagramma del suo nome (Taggia, 1576 – 1655), è stato un poeta italiano.

## Biografia
Originario di Taggia, il Rossi, che svolse l'attività di medico, visse ed operò a Pavia per oltre un quarantennio.
Il suo nome è ricordato per le sue composizioni poetiche, spesso dedicate alla nativa Taggia, città alla quale rimase intimamente legato tanto da ribadire nella sua opera letteraria più nota, L'antico valore degli uomini di Taggia, che 
Le opere pervenuteci del Rossi sono prevalentemente scritte nella variante taggiasca della lingua ligure, come il già citato L'antico valore degli uomini di Taggia, e le poesie composte in risposta ai critici dell'L'antico valore, ma scrisse anche in italiano, componendo nel 1640 un poema in onore di San Giovanni Battista, Il Gran Batista.
Fu omaggiato dal concittadino Giovanni Gregorio Ardizzoni, vescovo di Ajaccio, di alcune poesie in suo onore, che vennero inserite nel suo poema Il Gran Batista.

## Opere
- L'antico valore degli uomini di Taggia descritto in ottava rima nella propria favella da Nofaste Sorsi, 1639
- Il Gran Batista, 1640
- Lettera di Nofaste Sorsi ad un suo amico con le risposte che fa ad altre lettere scritte da' maligni a' suoi amici e mostrate a lui, 1640